# 超異能特攻
是一部2025年上映的韓國喜剧动作片，由《陽光姐妹淘》、《Swing Kids》的導演姜炯哲執導，李在仁、安宰弘、劉亞仁、羅美蘭、金熙元、吴政世、朴珍榮主演，于2025年5月30日在韓國正式上映。

## 劇情概要
這部電影講述五位接受了超能力者器官移植、因此獲得超能力的普通人，與另一位接受了器官移植及擁有超能力、但是卻渴望得到其他器官移植者的超能力，兩方之間的衝突與戰鬥 。

## 演員
- 李在仁 饰演 琬書，热爱跆拳道、纯真又果敢的少女，经历长期病痛后奇迹般地接受了心脏移植。此后，她发现自己获得了爆发性的怪力和闪电般的极速超能力。由於原本因生病沒有朋友，在認識其他超能力者後並與他們建立朋友及家人般的情感。[6]
- 安宰弘 饰演 智星，多年未能出道的编剧志愿生，甚至有謠傳他偷了別人的劇本拿去賣。在接受肺移植后，他获得了能够将眼前一切吹飞的强大肺活量。最先與琬書聯繫的超能力者。起初與啟動不對盤，後來才慢慢接納彼此。[7]
- 劉亞仁 饰演 啟動，一名穿著風格很潮的年輕男子，在接受眼角膜移植後，他獲得操控電磁波的能力，只要彈指就能改變燈光、播放音樂、操控電子設備、發送訊息等等，也能透過類似盲人的感知能力在一定距離看到其他超能力者的位置。他也在一開始經由駭客技術得知其他人的背景。[8]
- 羅美蘭 饰演 善女，骑着養樂多送貨车、随时随地出现的勤恳“新鲜配送经理”。在接受肾脏移植后，她的身心恢復了健康，並以溫暖和善的態度對待周圍的人。起初她並不清楚自己有什麼超能力，後來揭示她能夠透過牽手連結傳遞其他超能力者的能力及生命力。[9]
- 金熙元 饰演 藥善，是個性格固执一板一眼凡事按工時來的施工队班长，经常唠叨个不停，但實際上很關心他的下屬。接受肝脏移植后，他的手拥有了類似治癒的能力，能將對方所受的傷痛轉移到自己身上，再透過喝水來自我復原。起初他是永春教的教徒之一，後來才發現這是一個欺騙人的邪教。[10]
- 吴政世 饰演 钟民，琬書的父親、跆拳道馆馆长，曾是跆拳道国家队队员。雖然經常會因為過度擔心而讓琬書有點壓力，但他非常關心自己的女兒。[11]
- 老年：申久/青年：朴珍榮 饰演 永春，邪教教主，接受胰脏移植后获得能够經由碰觸奪取他人生命力的能力，後來更是透過移植手術奪取其他超能力者的能力使自己的能力變強甚至回春。[12][13]
- 陳熙瓊 饰演 徐春花，永春的女儿、邪教副教主。[14]
- 张光 饰演 黄炳春，永春的老搭档，同时也是觊觎教主之位的劲敌。[14]
- 朴亨洙 饰演 赵尚万
- 柳承穆 饰演 宋浩临，医院院长。
- 安勝鈞 饰演 李胜勋
- 吴荷妮 饰演 消防员的妻子
- 金元海 饰演 吴医生，器官移植医生。（友情出演）[14]
- 李东辉 饰演 高医生，器官移植医生。（友情出演）[14]
- 玄奉植 饰演 心脏移植医生（友情出演）[14]

## 製作
2021年3月，宣佈劉亞仁、李在仁、羅美蘭、安宰弘、金希沅及吳正世將出演電影。5月，據報導朴珍榮加入電影陣容。同年6月1日，電影正式開拍；11月7日，電影正式殺青。

### 损益平衡点
据媒体报道，该片损益平衡点约为290万观影人次。

## 發行
该片原计划于2023年上映，但受主演之一刘亚仁的涉毒风波而推迟上映。2025年4月21日发布启动海报,原定于同年6月3日在韩国上映，后宣布提前至5月30日正式上映。海外发行权售至日本、台湾、香港、东南亚、北美等多个国家和地区，其中香港、台湾和东南亚地区分别由安樂影片、車庫娛樂和Purple Plan负责发行。2025年7月11日起上线韩国IPTV和VOD家庭点播平台。

### 票房
该片在韩国上映首日以7万余名观影人次的票房成绩击败连续13日蝉联票房冠军的《不可能的任務：最終清算》，夺得单日票房冠军。上映后连续10日蝉联单日票房冠军，首周周末以38万余名观影人次夺得周末票房冠军，次周周末以40.07万观影人次位列周末票房榜第二，累计观影人次达到115万。
| 上一届： 《不可能的任務：最終清算》 | 2025年韩国周末票房冠军 第22週 | 下一届： 《驯龙高手》 |

## 奖项荣誉
| 年份 | 颁奖礼           | 奖项       | 入围者 | 结果 | 参考 |
| ---- | ---------------- | ---------- | ------ | ---- | ---- |
| 2025 | 第34屆釜日電影獎 | 最佳男主角 | 安宰弘 | 待定 |      |
| 2025 | 第34屆釜日電影獎 | 最佳配乐   | 金俊锡 | 待定 |      |

## 外部連結
- NAVER上《超異能特攻》的资料
- Daum上《超異能特攻》的资料
- 韩国电影数据库（KMDb）上《超異能特攻》的資料
- 互联网电影数据库（IMDb）上《超異能特攻》的资料（英文）
- 豆瓣电影上《超異能特攻》的資料 （简体中文）
- 《超異能特攻》在HanCinema的页面（英文）